# 內華達山脈 (西班牙)

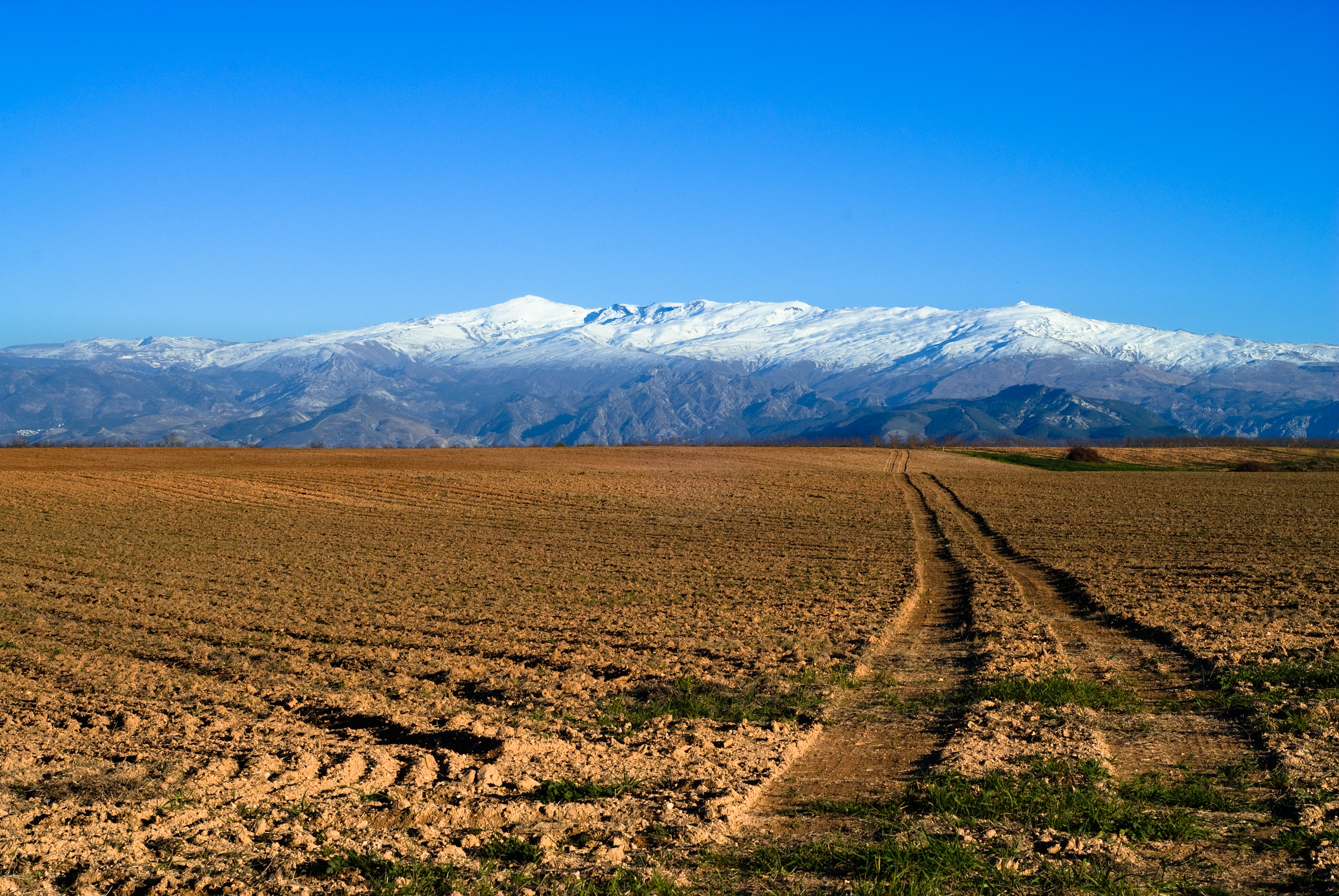
内华达山脉

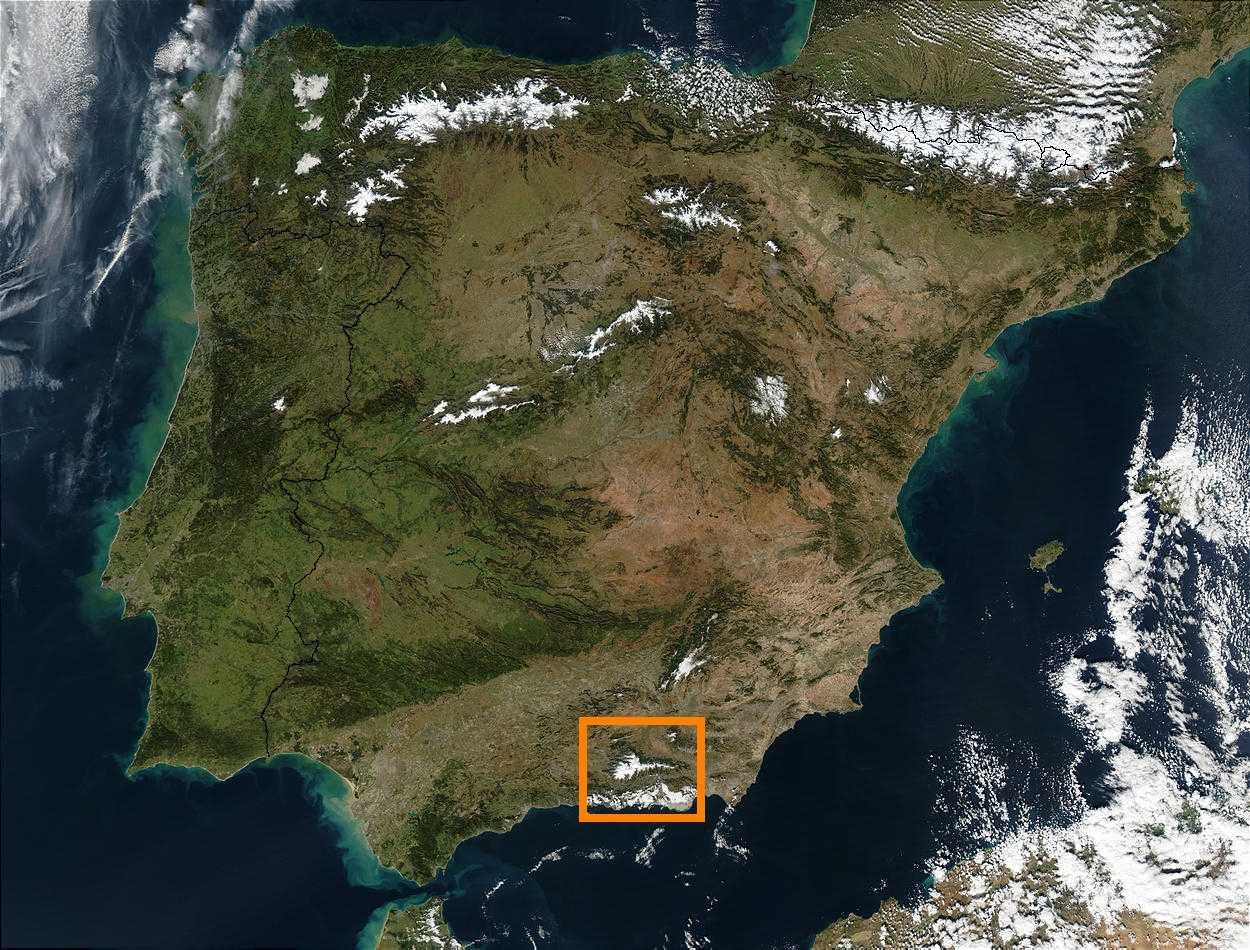
黄色框内即内华达山脉的位置

内华达山脉（西班牙語：Sierra Nevada，是「雪山」的意思），位于西班牙东南部，安达卢西亚自治区境内，山脚下就是格拉纳达市，靠近地中沿岸。
它是西班牙南部的安达卢西亚山脉最高段，也是佩尼贝蒂科山脉最高段。内华达山脉的形成于阿尔卑斯造山运动，大致呈东西走向，长约41公里，其西北以断层与格拉纳达平原相接。有数座海拔3，000米以上的山峰，其中最高峰穆拉森山海拔3482米，为伊比利亚半岛最高点。美国的内华达山脉的名字及来源于此山，是1518年由西班牙探险队给予命名的。现在内华达山脉已成为一个颇受欢迎的旅游目的地，是欧洲南部的滑雪胜地。